# Sandro Petrucci
Sandro Petrucci (Roma, 12 settembre 1931 – Roma, 3 marzo 2001) è stato un giornalista italiano.

## Biografia
Entrato in RAI agli inizi degli anni sessanta, Petrucci è stato uno degli autori de La Domenica Sportiva, e capo della redazione sportiva del TG1 fino al 1987, per poi passare alla testata sportiva (oggi Rai Sport) diventandone il vicedirettore.
Scopritore di talenti televisivi (tra gli altri, Fabrizio Maffei, Marco Franzelli e Jacopo Volpi, grande conoscitore di calcio, è stato radiocronista di Tutto il calcio minuto per minuto, corrispondente di 90º minuto e della stessa Domenica Sportiva da Roma per le partite di Roma e Lazio, ha seguito sia per la radio e la televisione, sul campo tutte le edizioni dei Mondiali di Calcio dal 1966 al 1994, e le Olimpiadi da Città del Messico 1968 a Los Angeles 1984 e organizzando le missioni della RAI alle Olimpiadi di Seul 1988, Barcellona 1992 e Atlanta 1996, al termine della quale se ne andò in pensione dalla RAI.
È morto nella sua casa a Roma, il 3 marzo 2001, all'età di 69 anni.